# روهان بريم
روهان بريم (13 سبتمبر 1986 - ) هو لاعب كريكت هندي.

## وصلات خارجية
- روهان بريم على موقع إي آس بي آن كريك إنفو (الإنجليزية)